# Yanhe (köping i Kina, lat 33,37, long 119,77)
Yanhe (kinesiska: 沿河, 沿河镇) är en köping i Kina. Den ligger i provinsen Jiangsu, i den östra delen av landet, omkring 170 kilometer nordost om provinshuvudstaden Nanjing. Antalet invånare är 28969. Befolkningen består av 14 476 kvinnor och 14 493 män. Barn under 15 år utgör 11,0 %, vuxna 15-64 år 69 %, och äldre över 65 år 18,0 %.
Genomsnittlig årsnederbörd är 1 041 millimeter. Den regnigaste månaden är juli, med i genomsnitt 248 mm nederbörd, och den torraste är januari, med 19 mm nederbörd.